# Arcy-sur-Cure
Arcy-sur-Cure ist eine französische Gemeinde mit 482 Einwohnern (Stand 1. Januar 2022) im Département Yonne in der Region Bourgogne-Franche-Comté. Sie gehört zum Arrondissement Avallon und ist Mitglied im Gemeindeverband Avallon-Vézelay-Morvan. Die Bewohner werden Arcyats und Arcyates genannt.

## Geographie
Die Gemeinde liegt 24 Kilometer südsüdöstlich von Auxerre und etwa 18 Kilometer nordwestlich von Avallon an der Cure.
Umgeben wird Arcy-sur-Cure von den Nachbargemeinden Bessy-sur-Cure im Norden und Nordwesten, Lucy-sur-Cure im Norden und Nordwesten, Joux-la-Ville im Osten und Nordosten, Précy-le-Sec im Osten und Südosten, Saint-Moré im Süden, Blannay im Süden und Südwesten, Montillot und Bois-d’Arcy im Südwesten sowie Mailly-la-Ville im Westen.
Durch die Gemeinde führt die frühere Route nationale 6 (heutige D606).

## Geschichte
Die Höhlen von Arcy-sur-Cure dokumentieren eine frühzeitige Präsenz von Neandertalern. Die Malereien werden der frankokantabrischen Höhlenkunst zugeordnet. Bewohnt wurden die Höhlen seit 200.000 Jahren. Die Höhlenmalereien sollen vor 30.000 Jahren entstanden sein.

## Bevölkerungsentwicklung
| Arcy-sur-Cure: Einwohnerzahlen von 1793 bis 2016                                                                           | Arcy-sur-Cure: Einwohnerzahlen von 1793 bis 2016 | Arcy-sur-Cure: Einwohnerzahlen von 1793 bis 2016 | Arcy-sur-Cure: Einwohnerzahlen von 1793 bis 2016 | Arcy-sur-Cure: Einwohnerzahlen von 1793 bis 2016 |
| --- | ------------------------------------------------ | ------------------------------------------------ | ------------------------------------------------ | ------------------------------------------------ |
| Jahr |                                                  |                                                  |                                                  | Einwohner                                        |
| 1793 | 1793                                             |                                                  | 1.608                                            | 1.608                                            |
| 1800 | 1800                                             |                                                  | 1.397                                            | 1.397                                            |
| 1806 | 1806                                             |                                                  | 1.459                                            | 1.459                                            |
| 1821 | 1821                                             |                                                  | 1.549                                            | 1.549                                            |
| 1831 | 1831                                             |                                                  | 1.508                                            | 1.508                                            |
| 1836 | 1836                                             |                                                  | 1.440                                            | 1.440                                            |
| 1841 | 1841                                             |                                                  | 1.495                                            | 1.495                                            |
| 1846 | 1846                                             |                                                  | 1.515                                            | 1.515                                            |
| 1851 | 1851                                             |                                                  | 1.528                                            | 1.528                                            |
| 1856 | 1856                                             |                                                  | 1.502                                            | 1.502                                            |
| 1861 | 1861                                             |                                                  | 1.554                                            | 1.554                                            |
| 1866 | 1866                                             |                                                  | 1.525                                            | 1.525                                            |
| 1872 | 1872                                             |                                                  | 1.458                                            | 1.458                                            |
| 1876 | 1876                                             |                                                  | 1.349                                            | 1.349                                            |
| 1881 | 1881                                             |                                                  | 1.341                                            | 1.341                                            |
| 1886 | 1886                                             |                                                  | 1.335                                            | 1.335                                            |
| 1891 | 1891                                             |                                                  | 1.308                                            | 1.308                                            |
| 1896 | 1896                                             |                                                  | 1.189                                            | 1.189                                            |
| 1901 | 1901                                             |                                                  | 1.062                                            | 1.062                                            |
| 1906 | 1906                                             |                                                  | 1.009                                            | 1.009                                            |
| 1911 | 1911                                             |                                                  | 884                                              | 884                                              |
| 1921 | 1921                                             |                                                  | 707                                              | 707                                              |
| 1926 | 1926                                             |                                                  | 708                                              | 708                                              |
| 1931 | 1931                                             |                                                  | 649                                              | 649                                              |
| 1936 | 1936                                             |                                                  | 607                                              | 607                                              |
| 1946 | 1946                                             |                                                  | 643                                              | 643                                              |
| 1954 | 1954                                             |                                                  | 561                                              | 561                                              |
| 1962 | 1962                                             |                                                  | 510                                              | 510                                              |
| 1968 | 1968                                             |                                                  | 518                                              | 518                                              |
| 1975 | 1975                                             |                                                  | 509                                              | 509                                              |
| 1982 | 1982                                             |                                                  | 527                                              | 527                                              |
| 1990 | 1990                                             |                                                  | 503                                              | 503                                              |
| 1999 | 1999                                             |                                                  | 449                                              | 449                                              |
| 2006 | 2006                                             |                                                  | 502                                              | 502                                              |
| 2011 | 2011                                             |                                                  | 497                                              | 497                                              |
| 2016 | 2016                                             |                                                  | 486                                              | 486                                              |
| Quelle(n): EHESS/Cassini bis 1999, INSEE ab 2006 Anmerkung(en): Ab 1962 offizielle Zahlen ohne Einwohner mit Zweitwohnsitz |                                                  |                                                  |                                                  |                                                  |

## Sehenswürdigkeiten

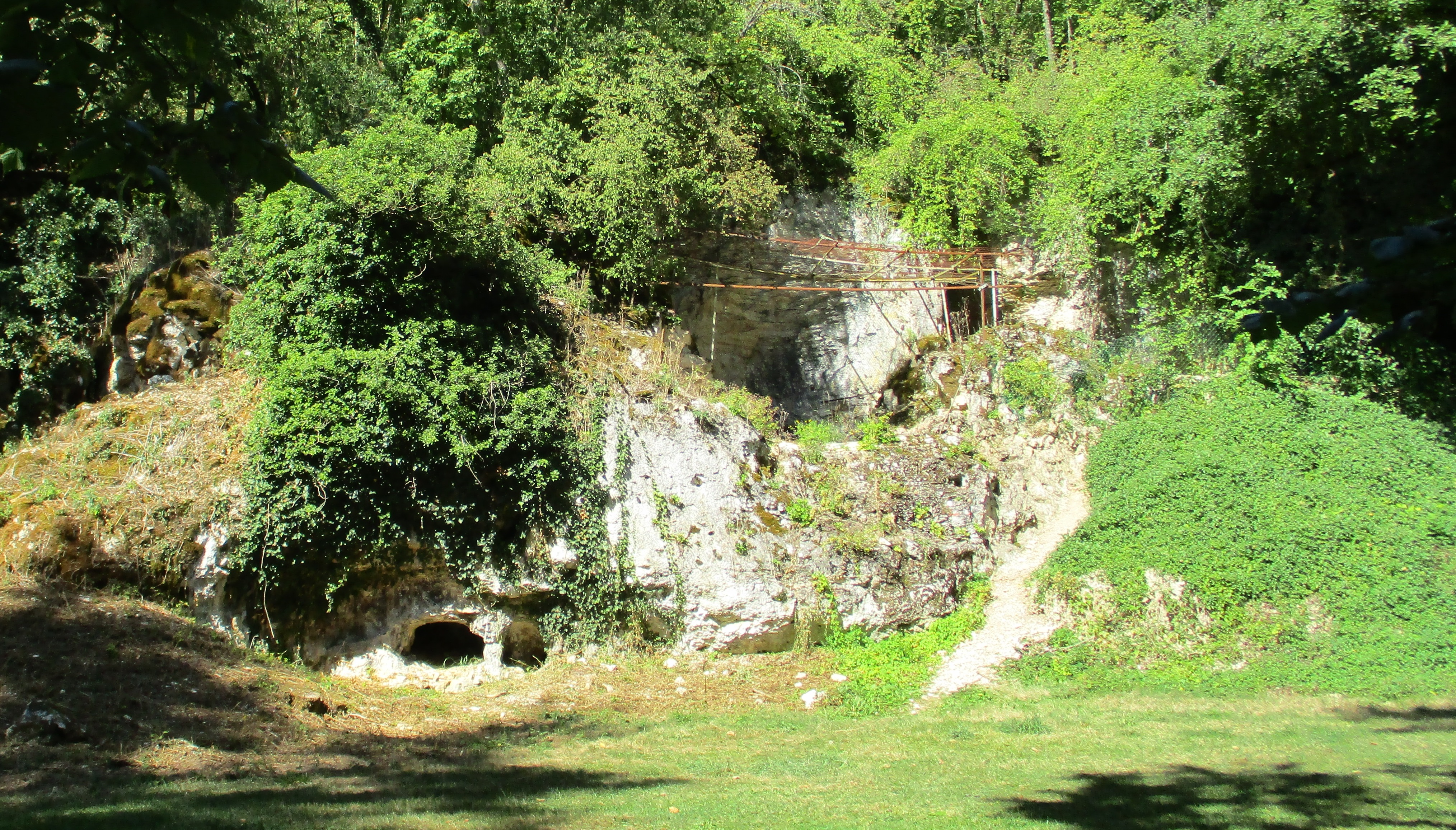
Am Hügel rechts die Renne-Höhle, links unter dem roten Gitter die Bison-Höhle

- Höhlen von Arcy-sur-Cure, seit 1992 als Monument historique eingeschrieben, seit 2018 klassifiziert
- Kirche Saint-Martin, erbaut im 13. Jahrhundert, im 15. und 19. Jahrhundert umgebaut, seit 1920 als Monument historique klassifiziert
- Kapelle Saint-Roch in Le Beugnon, erbaut um 1545, seit 1976 als Monument historique eingeschrieben
- Kapelle Sainte-Reine, um 1692 erbaut
- Kapelle la Vierge in Le Val Sainte-Marie, in der zweiten Hälfte des 17. Jahrhunderts erbaut
- Schloss Chastenay in Le Val Sainte-Marie, neu erbaut 1549, seit 1971 in Teilen als Monument historique klassifiziert, in anderen Teilen eingeschrieben
- Burgruine aus dem 14. Jahrhundert, Schloss gegen 1773 errichtet